# قشرة الخلية

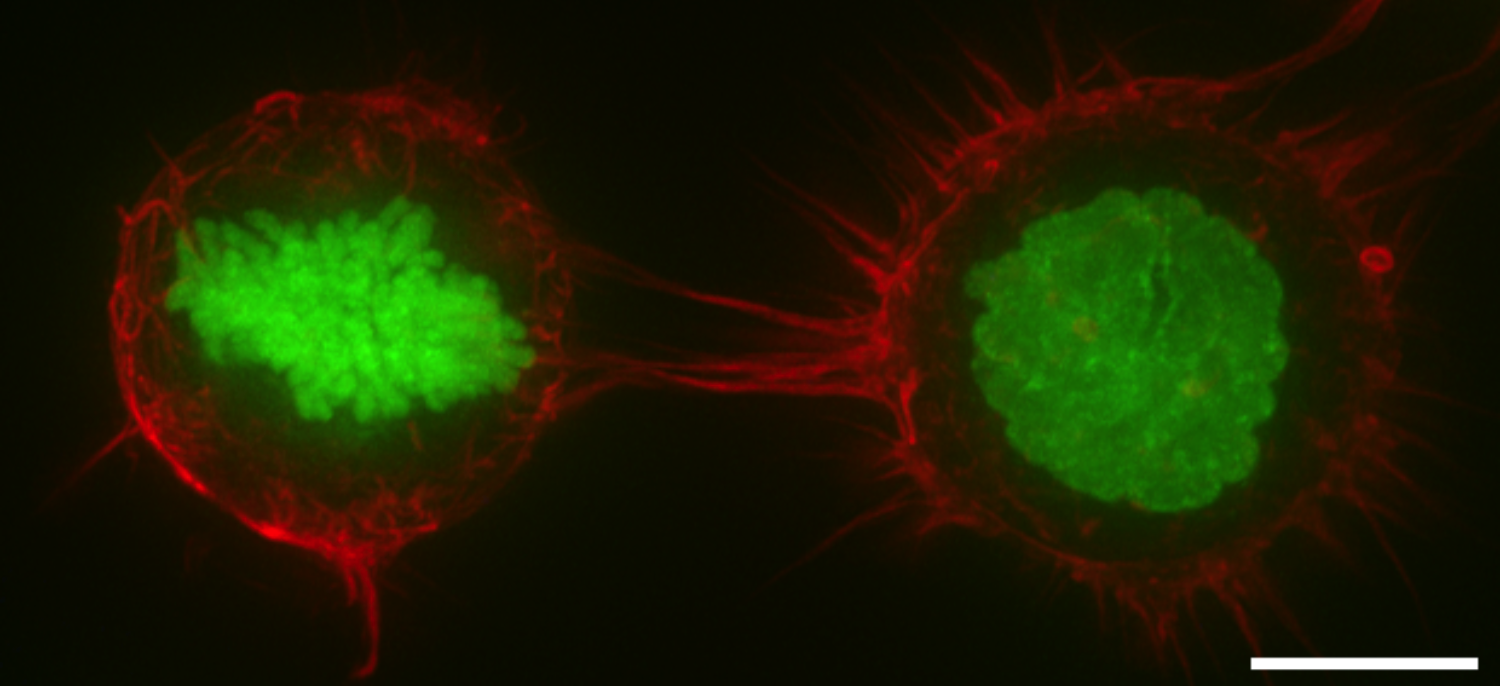

قشرة الخلية ، أيضاتعرف باسم قشرة الأكتين (أكتين هو بروتين كروي الشكل )،أو قشرة الأكتوميوسين ( و هو مركب يتكون من بروتين الأكتين و بروتين الميوسين ) ،هي طبقة متخصصة من البروتينات السيتوبلازمية موجودة على الوجه الداخلي للغشاء البلازمي للخلية، تعمل كمقياس منظم لسلوك الغشاء الخلوي، و خصائص سطح الخلية .
في معظم الكائنات حقيقية النوى تفتقر الخلايا لجدار خلوي، تكون القشرة الخلوية عبارة عن شبكة غنية ببروتين أكتين تتكون من خيوط (أكتين إف) و البروتينات الحركية ميوسين ( قادرة على التنحرك ) ، وبروتينات ربط .
قشرة الأكتوميوسين مربوطة بالغشاء الخلوي من خلال بروتينات تثبيت تسمى ERM و التي تلعب دور رئيسي في تنظيم شكل الخلية .
المكونات البروتينية للقشرة تجعلها صلبة و مرنة في آن واحد و هذه الخصائص مهمة جدا لوظيفتها. في كثير من الحلاتيتراوح سمك القشرة من 100-1000 نانوميتر .
في بعض الخلايا الحيوانية البروتين سبيكترين يظهر في القشرة و يساعد على صناعة شبكة بخيوط أكتين المترابطة .خصائص البروتينات أكتين وسبيكترين تختلف باختلاف نوع الخلية. بروتينات سبكترين وخيوط أكتين ترتبط ببروتينات عبر غشائية (من أنواع البروتينات، يمتد كله داخل الغشاء البلازمي ويعمل على نقل مواد معينة عبره) و هذا الارتباط يكون عن طريق بروتينات ربط بينهم .
في الخلايا، قشرة الخلية ترتبط بالسطح السيتوسولي الداخلي للغشاء الخلوي في المكان الذي يتشكل فيه تركيب يشبه الشبكة من بروتينات سبكترين و خيوط أكتين و الذي يتجدد باستمرار بواسطة البلمرة، وإزالة البلمرة، والتفرع .
الكثير من البروتينات تشارك في تنظيم وحركة القشرة بما في ذلك بروتين فورمين (fomin) ، الذي له دور في بلمرة الأكتين، كما له دور في المركبات التي تؤدي إلى تفرع الأكتين و تغطية البروتينات .
بسبب عملية التفرع، وكثافة قشرة الأكتين ؛ فإن الهيكل الخلوي القشري يمكن أن يشكل شبكة معقدة للغاية .
الخلايا المتخصصة عادة ما تتميز بهيكل الأكتين الخلوي المتخصص جدا. على سبيل المثال في خلايا الدم الحمراء، قشرة الخلية تتكون من شبكة متداخلة مرنة ثنائية الأبعاد بتناظر خماسي أوسداسي ترتبط بالغشاء البلازمي و تتشكل أساسا من سبكترين، وأكتين، و أنكرين.
و في المحاور العصبية، هيكل أكتين/سبكترين يشكل مجموعة من الحلقات الدائرية، أما سوط الحيوان المنوي فيتشكل من بنية حلزونية .
في الخلايا النباتية، يتم تعزيز قشرة الخلية بواسطة الأنابيب الدقيقة الشعرية التابعة للغشاء الخلوي . اتجاه هذه الأنابيب القشرية الدقيقة يحدد الطريث التي تستطيل بها الخلايا عندما تنمو .

## وظائف
1. في الانقسام المتساوي (إف أكتين )، و (ميوسين) تشكلان قشرة متقلصة و موحدة للغاية لبدء تغيير شكل الخلية . التوتر السطحي الناتج عن نشاط قشرة الاكتوميوسين يولد ضغط هيدروستاتيكي داخل الخلايا قادر على إزاحة أي شئ محيط لتسهيل تغيير الشكل .
2. خلال انقسام السيتوبلازم، قشرة الخلية تلعب دوررئيسي عن طريق إنتاج حلقات قابلة للتقلص غنية بالميوسين لتضييق الحلقة المنقسمة إلى حلقتين ابنتين .
3.انقباض قشرة الخلية، مفتاح الهجرة من النوع الأميبي للخلايا و المميزة للعديد من أحداث ثانوية للعديد من الخلايا السرطانية .